# Чеслинскас, Викторио
Виктор (Викторио) Чеслинскас Зиневичайте (лит. Víctor (Victorio) Cieslinskas Zinevicaite; 27 октября 1922, Литва — 19 июня 2007) — уругвайский баскетболист. Бронзовый призёр летних Олимпийских игр 1952 года, участник летних Олимпийских игр 1948 года, чемпион Южной Америки 1953 года, двукратный серебряный призёр чемпионата Южной Америки 1942 и 1943 годов, бронзовый призёр чемпионата Южной Америки 1941 года.

## Биография
Викторио Чеслинскас родился 27 октября 1922 года в Литве.
В 1937—1957 годах играл в баскетбол за уругвайские «Мальван» и «Агуаду».
В составе сборной Уругвая четырежды становился призёром чемпионата Южной Америки: бронзовым в 1941 году в Мендосе, серебряным в 1942 году в Сантьяго и в 1943 году в Лиме, золотым — в 1953 году в Монтевидео.
В 1948 году вошёл в состав сборной Уругвая по баскетболу на летних Олимпийских играх в Лондоне, занявшей 5-е место. Провёл 8 матчей, набрал 15 очков (4 в матче со сборной Кореи, по 3 — с Венгрией, Канадой и Чили, 2 — с Великобританией).
В 1952 году вошёл в состав сборной Уругвая по баскетболу на летних Олимпийских играх в Хельсинки и завоевал бронзовую медаль. Провёл 8 матчей, набрал 2 очка в матче со сборной Аргентины.
Умер 19 июня 2007 года. Похоронен на Северном кладбище в Монтевидео.

## Семья
Жена — Вероника Видзиус.
Вырастили трёх детей.